# Georgetown (Gvajana)
Georgetown je glavni grad Gvajane. Nalazi se na Atlantskom oceanu na ušću rijeke Demerara. Grad je administrativni i gospodarski centar Gvajane. U njemu je sjedište zajenice karipskih država CARICOM.

## Povijest
U 18. st. je osnovano malo naselje na ušću rijeke Demerara koje je pripadalo nizozemskoj koloniji Demerara. Kolonijom su krajem 18. st. zavladali Englezi i Francuzi. Francuzi su osnovali grad La Nouvelle Ville na mjestu današnjeg Georgetowna. 1784. su se vratili Nizozemci i grad nazvali Stabroek prema tadašnjem predsjedniku Nizozemske zapadnoindijske kompanije koja je upravljala kolonijom.
1812. su kolonijom zavladali Britanci. Grad su nazvali Georgetown prema kralju Georgeu III. 1831. su ujedinjene britanske kolonije Essequibo, Berbice i Demerara i stvorena je kolonija Gvajana. Georgetown je postao njezin glavni grad. 1842. mu je kraljica Victoria dala službeni status grada. Tokom 19. st. se doseljava mnogo Indijaca (Indija je također bila britanska kolonija). U arhitekturi grada se osjeća nizozemski, francuski, britanski i indijski utjecaj. Dolazi i mnogo Kineza koji su osnovali kinesku četvrt. 1945. je požar uništio veliki dio grada. 1966. je Gvajana postala samostalna država i Georgetown je postao njezin glavni grad.

## Zemljopis
Georgetown se nalazi na estuariju (širokom ušću) rijeke Demerare u Atlantski ocean. Grad se nalazi na desnoj obali ušća. Ušće služi i kao dobra prirodna luka. Preko luke se izvoze gvajanski proizvodi (drvo, šećer i boksit). Nedaleko od grada je vrlo široko ušće rijeke Essequibo (najveće i najvažnije gvajanske rijeke).
Klima je ekvatorska (cijele godine je toplo i ima mnogo padalina). Cijela Gvajana se nalazi u prašumskom pojasu. U okolici grada je prašuma iskrčena i pretvorena u plodna polja, ali nedaleko od grada počinje prašuma.

## Znamenitosti
Georgetown ima mnogo parkova (naziva se Vrtni grad). U njima raste razno tropsko bilje. U gradu postoje brojni kanali za navodnjavanje oko kojih također ima mnogo biljaka. Grad ima pravilnu strukturu ulica (tipičan kolonijalni grad). Kuće su većinom male.
Postoji mnogo zgrada tradicionalne kolonijalne arhitekture. Ističe se zgrada gvajanskog Parlamenta, neogotička gradska vijećnica i anglikanska katedrala sv. Jurja. Katedrala je bila najveća drvena građevina na svijetu do 2003. kad je izgrađen samostan Peri u Rumunjskoj.